# Гора-2
Гора-2 — деревня в Кирилловском районе Вологодской области.
Входит в состав Коварзинского сельского поселения, с точки зрения административно-территориального деления — в Коварзинский сельсовет.
Расстояние по автодороге до районного центра Кириллова — 58 км, до центра муниципального образования Коварзино — 22 км. Ближайшие населённые пункты — Сигово, Ивашково-2, Козлово.
По переписи 2002 года население — 8 человек.